# Patella bipartita
 Mise en garde médicale
La patella bipartita (ou patella partita) est une division de la patella en deux parties plus ou moins importantes par une fissure.
Cette anomalie provient d'un défaut de fusion des centres d'ossifications de la patella et peut disparaitre en fin de croissance. Elle est présente pour environ 1 à 2% de la population. Elle est ordinairement asymptomatique et peut devenir symptomatique dans environ 2% des cas.
Trois types ont été décrits (Saupe) :
- Type I : le fragment est situé en bas de la patella (5% des cas),
- Type II : le fragment est situé sur la partie latérale de la patella (20% des cas),
- Type III : le fragment est situé sur la partie supérieure et latérale de la patella (75% des cas) et souvent bilatérale.